# Поліське (Ковельський район)
Полі́ське (раніше Пісочно) — село в Україні, у Старовижівській селищній громаді Ковельського району Волинської області. Населення становить 459 осіб.

## Географія
Село розташоване на правому березі річки Вижівка.

## Населення
Згідно з переписом УРСР 1989 року чисельність наявного населення села становила 499 осіб, з яких 247 чоловіків та 252 жінки.
За переписом населення України 2001 року в селі мешкали 453 особи.

## Історія

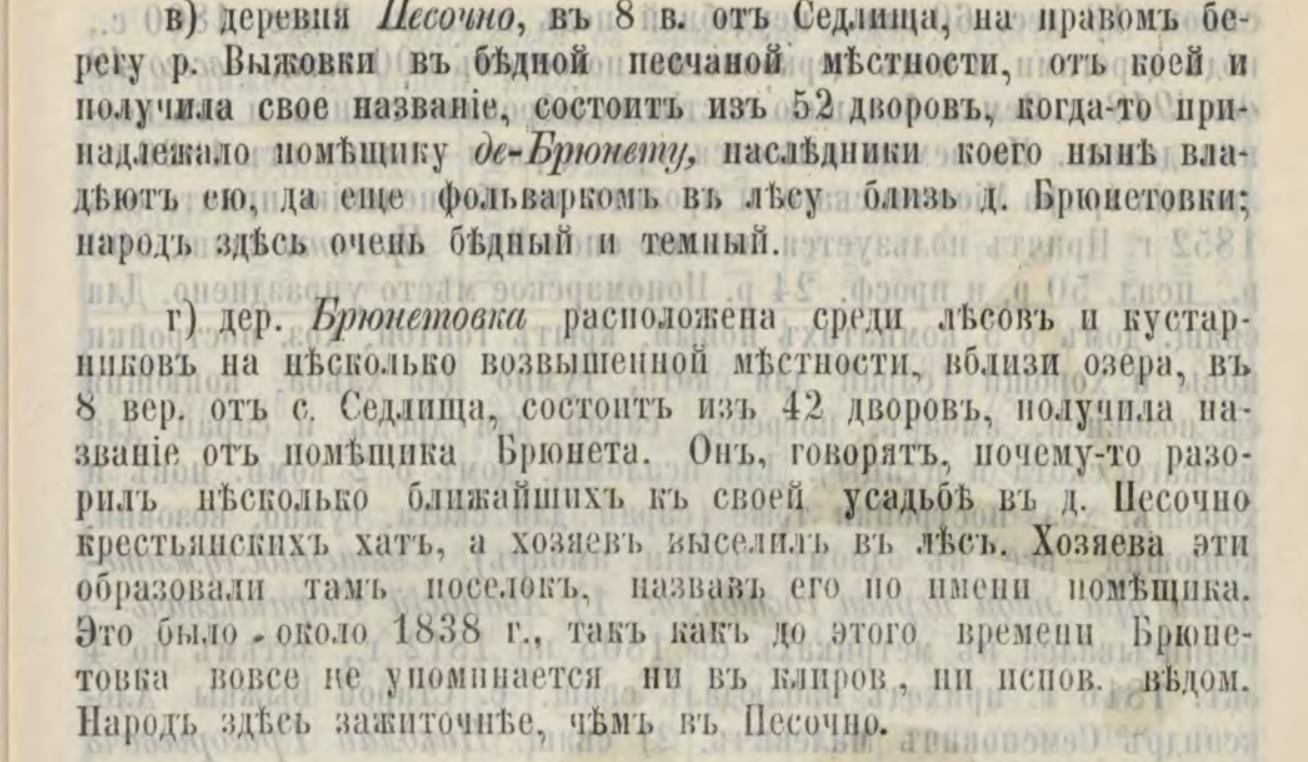

Про Поліське (Пісочне) і Брунетівку в праці Теодоровича „Волинь в описании городов, местечек и сел" 1903 рік..... В цій же книзі зазначається: :20 грудня 1537 року князь Федір Андрійович Сангушко, староста Володимирський, маршалок землі Волинської дарує "двір мій Пісоченський, з людьми і роботою до цього двору, з пашнею, чиншем грошовим, з даниною медовою....." Милецькому монастирю.............. За переписом 19 століття було в Пісочно 76 домів і 382 жителі, початкова школа, вітряк. В кінці 16 ст. село це належало до жида "старозаконного", який мав ім"я Іван. На початку 20 століття (до 1911 року) належало до поміщиків Козаринів. 11 січня 1963 року рішенням облвиконкому № 13 село Пісочне Старовижівського району було перейменовано в село Пісочне ІІ, а сільську раду – в Пісочненську ІІ сільську раду. у 15 травня 1964 року рішенням облвиконкому № 283 було перейменовано село Пісочне ІІ Ковельського району на село Поліське, а Пісочненську ІІ сільську раду на Поліську сільську раду Ковельського району.

### Мова
Розподіл населення за рідною мовою за даними перепису 2001 року:
| Мова       | Відсоток |
| ---------- | -------- |
| українська | 99,56 %  |
| білоруська | 0,22 %   |
| російська  | 0,22 %   |